# Мансур ибн Заид Аль Нахайян
Мансур ибн Заид Аль Нахайян (род. 20 ноября 1970, Абу-Даби, Договорный Оман) — член правящей королевской семьи эмирата Абу-Даби (брат Мухаммада ибн Заида Аль Нахайяна), женат на дочери правителя Дубая шейха Мохаммеда Аль Мактума, владелец компании ADUG, владелец футбольного клуба «Манчестер Сити». С 29 марта 2023 года вице-президент ОАЭ.

## Детство и юность
Пятый сын эмира Абу-Даби Заида ибн Султана Аль Нахайяна от супруги Фатимы (Fatima), Мансур ибн Заид Аль Нахайян окончил среднюю школу на родине и отправился за высшим образованием в США, где в 1993 году получил степень бакалавра политологии.

## Политическая карьера
В 1997 году он был назначен председателем канцелярии Президента ОАЭ, которым тогда являлся его отец Заид II. После смерти отца ставший президентом его старший сводный брат Халифа II назначил его первым Министром президентских дел ОАЭ (Minister of Presidential Affairs of the United Arab Emirates) (эта должность была создана в результате слияния канцелярии Президента и Президентской палаты (Presidential Court). Также Мансур занимал ряд должностей в Абу-Даби в поддержку своего брата наследного принца Мухаммада ибн Заида Аль Нахайяна.
Мансур ибн Заид Аль Нахайян был назначен председателем Совета министров обеспечения (Ministerial Council for Services), считающимся министерским органом при кабинете министров, в состав которого входит ряд министров, возглавляющих вспомогательные министерства.
С 2000 года он возглавил Национальный центр документации и исследований (en:National Center for Documentation and Research).
В 2005 году стал заместителем председателя Совета образования Абу-Даби (Abu Dhabi Education Council, ADEC), председателем Фонда Эмиратов (Emirates Foundation), Управления Абу-Даби по контролю за качеством продуктов (Abu Dhabi Food Control Authority) и Фонда развития Абу-Даби (Abu Dhabi Fund for Development). В 2006 году он возглавил Министерство юстиции Абу-Даби (Abu Dhabi Judicial Department).
В 2007 году назначен председателем Благотворительного фонда Халифы ибн Заида (Khalifa bin Zayed Charity Foundation).
Мансур ибн Заид Аль Нахайян был председателем First Gulf Bank (First Gulf Bank) до 2006 года, а также членом попечительного совета Благотворительного и гуманитарного фонда Заида (Zayed Charitable and Humanitarian Foundation). Он учредил стипендиальные программы обучения студентов из ОАЭ за границей. Благодаря своему увлечению спортом, является председателем Управления ОАЭ по скачкам (Emirates Horse Racing Authority, EHRA).
Политическое и деловое влияние Мансур ибн Заид Аль Нахайян так велико, что некоторые СМИ даже сообщили, что президент США Барак Обама внесён в «быстрый набор» на его телефоне.

## Увлечение спортом
Шейх Мансур как наездник (конный спорт) выиграл ряд турниров Endurance Racing, проводимых на Ближнем Востоке, является председателем Управления ОАЭ по скачкам (Emirates Horse Racing Authority).
Благодаря его финансированию проводятся ежегодные соревнования по шоссейному бегу в Абу-Даби: Международный полумарафон имени Заида (en:Zayed International Half Marathon).
В 2008 году купил футбольный клуб «Манчестер Сити», приобретя 90 % акций у прежнего владельца Чиннаваты, а через год выкупил остальные 10 %. Также ему принадлежат 80 % акций «Мельбурн Сити» и «Нью-Йорк Сити». Помимо этих футбольных клубов ему ещё принадлежит ФК «Аль-Джазира». Его компании принадлежит футбольный клуб «Палермо».

## Семья
В середине 1990-х женился на Алие бинт Мохаммед ибн Бутти Аль Хамед ( Alia bint Mohammed bin Butti Al Hamed). Сын — Заид.
В мае 2005 года женился на дочери правителя Дубая Мохаммеда Аль Мактума Манал бинт Мохаммед ибн Рашид Аль Мактум (Sheikha Manal bint Mohammed bin Rashid Al Maktoum), президенте Организации женщин Дубая (Dubai Women Establishment). В этом браке родились дочь Фатима (род. 9 июня 2006) и два сына: Мохаммед (род. 4 декабря 2007) и Хамдан (род. 21 июня 2011).

## Награды
- Орден Пакистана 2 класса (2019)[8]